# Хыртоп (Теленештский район)
Хыртоп также Гыртоп (рум. Hîrtop) — село в Теленештском районе Молдавии. Наряду с сёлами Пиструены и Новые Пиструены входит в состав коммуны Пиструены.

## География
Село расположено на высоте 66 метров над уровнем моря.

## Население
По данным переписи населения 2004 года, в селе Хыртоп проживает 266 человек (128 мужчин, 138 женщин).
Этнический состав села:
| Национальность | Число жителей | Процентный состав |
| -------------- | ------------- | ----------------- |
| молдаване      | 264           | 99,25             |
| русские        | 2             | 0,75              |
| Всего          | 266           | 100 %             |